# Чемальский район
Чема́льский райо́н или аймак (алт. Чамал аймак) — административно-территориальная единица и муниципальное образование (муниципальный район) в составе Республики Алтай Российской Федерации.
Административный центр — село Чемал.

## География
Район расположен в северной части Республики Алтай в горно-степной зоне Северного Алтая в системе малых горных рек, притоков Катуни, охватывает части хребта Иолго и Семинского хребта.

## История
Чемальский район является самым молодым районом Республики Алтай. Он был образован в 1992 году, в ходе административно-территориальной реформы, в результате разделения Шебалинского района.
До этого момента район был несколько раз реорганизован:
- В 1922 году была образована Ойротская автономная область с центром в Улале; в область первоначально входило 24 волости. В 1923 году произошло укрупнение волостей, в Чемальскую волость (с. Чемал) вошли Бешпельтирская, Чемальская волости, из Салдамской волости — села Эдиган, Канзара, Куюс, Бешпельтир-Турук, Бийка, Чебо, Икужой, из Имеринской волости — села Ингурек и Верх-Куюм. На заседании Ойротского облисполкома от 16 сентября 1924 года укрупненные волости области переименованы в аймаки.
- Постановлением ВЦИК от 10 апреля 1933 года Чемальский аймак был переименован в Эликманарский.
- Указом Президиума Верховного Совета РСФСР от 30 марта 1962 года Майминский и Эликманарский районы объединены в Майминский район.
- На основании постановления Президиума Верховного Совета Республики Алтай от 26 августа 1992 года вновь образован Чемальский район (выделен из Шебалинского).

## Население
| 1916    | 1920    | 1926    | 1933    | 1939    | 2002    | 2003    | 2004  | 2005  |
| ------- | ------- | ------- | ------- | ------- | ------- | ------- | ----- | ----- |
| 4488    | ↗5109   | ↗5274   | ↘4861   | ↗8388   | ↗9023   | ↗9100   | ↗9237 | ↗9500 |
| 2006    | 2007    | 2008    | 2009    | 2010    | 2011    | 2012    | 2013  | 2014  |
| ↗9600   | ↗9800   | ↗10 021 | ↗10 188 | ↘9441   | ↗9524   | →9524   | ↗9755 | ↗9921 |
| 2015    | 2016    | 2017    | 2018    | 2019    | 2020    | 2021    |       |       |
| ↗10 027 | ↗10 107 | ↗10 242 | ↗10 395 | ↗10 505 | ↗10 757 | ↘10 180 |       |       |

По данным Всероссийской переписи населения 2021 года: 
| Народ   | Численность, чел. | Доля от всего населения, % |
| ------- | ----------------- | -------------------------- |
| русские | 6 064             | 59,57 %                    |
| алтайцы | 2 307             | 22,66 %                    |
| другие  | 1 809             | 17,77 %                    |
| всего   | 10 180            | 100,00 %                   |

Согласно прогнозу Минэкономразвития России, численность населения будет составлять:
- 2024 — 10,97 тыс. чел.
- 2035 — 11,84 тыс. чел.

## Муниципально-территориальное устройство
В Чемальском районе 19 населённых пунктов в составе семи сельских поселений:
| № | Сельские поселения                | Административный центр | Количество населённых пунктов | Население | Площадь, км² |
| - | --------------------------------- | ---------------------- | ----------------------------- | --------- | ------------ |
| 1 | Аносинское сельское поселение     | село Анос              | 3                             | ↗723      | 185,00       |
| 2 | Бешпельтирское сельское поселение | село Бешпельтир        | 1                             | ↗463      | 173,00       |
| 3 | Куюсское сельское поселение       | село Куюс              | 3                             | ↘497      | 584,00       |
| 4 | Узнезинское сельское поселение    | село Узнезя            | 4                             | ↘870      | 190,00       |
| 5 | Чемальское сельское поселение     | село Чемал             | 4                             | ↘4560     | 1338,00      |
| 6 | Чепошское сельское поселение      | село Чепош             | 2                             | ↘1206     | 122,00       |
| 7 | Элекмонарское сельское поселение  | село Элекмонар         | 2                             | ↘1861     | 428,00       |

## Список населённых пунктов района
| №  | Населённый пункт | Тип     | Население | Муниципальное образование         |
| -- | ---------------- | ------- | --------- | --------------------------------- |
| 1  | Анос             | село    | ↗349      | Аносинское сельское поселение     |
| 2  | Аскат            | село    | ↗227      | Узнезинское сельское поселение    |
| 3  | Аюла             | село    | ↗295      | Аносинское сельское поселение     |
| 4  | Бешпельтир       | село    | ↗463      | Бешпельтирское сельское поселение |
| 5  | Верх-Анос        | посёлок | ↗27       | Аносинское сельское поселение     |
| 6  | Еланда           | село    | ↗154      | Чемальское сельское поселение     |
| 7  | Каракол          | село    | ↘5        | Элекмонарское сельское поселение  |
| 8  | Куюс             | село    | ↘210      | Куюсское сельское поселение       |
| 9  | Нижний Куюм      | село    | ↗21       | Узнезинское сельское поселение    |
| 10 | Ороктой          | село    | ↘195      | Куюсское сельское поселение       |
| 11 | Толгоек          | село    | ↘153      | Чемальское сельское поселение     |
| 12 | Турбаза «Катунь» | село    | ↘120      | Узнезинское сельское поселение    |
| 13 | Узнезя           | село    | ↘501      | Узнезинское сельское поселение    |
| 14 | Уожан            | село    | ↘77       | Чемальское сельское поселение     |
| 15 | Усть-Сема        | посёлок | ↘402      | Чепошское сельское поселение      |
| 16 | Чемал            | село    | ↗4011     | Чемальское сельское поселение     |
| 17 | Чепош            | село    | ↘739      | Чепошское сельское поселение      |
| 18 | Эдиган           | село    | ↗246      | Куюсское сельское поселение       |
| 19 | Элекмонар        | село    | ↗1895     | Элекмонарское сельское поселение  |

## Местное самоуправление
Главы муниципального района
- Александра Леонидовна Механошина
- с 2023 года — Айдар Иванович Елеков[23]

## Экономика
На границе Чемальского и Шебалинского районов расположено Ороктойское месторождение мрамора. Мраморы голубовато-серые и пестроцветные, розовато-лиловые, мелкозернистые, хорошо полируются. Ороктойский мрамор активно добывался в 30-е годы XX столетия и поставлялся на строительство Московского метрополитена. В районе развиваются коневодство, садоводство, сбор лекарственно-технического сырья. Лесозаготовка и деревопереработка в районе отсутствует, поскольку доступ к делянкам ограничен отсутствием автодорог и высокогорьем. Частные пилорамы работают на давальческом сырье, удовлетворяя потребности местного населения в сыром материале, лесосушилок в районе нет.
Мясо-молочное животноводство прекратило существование с реорганизацией совхозов, это произошло в начале 1990-х годов. В настоящее время, ввиду низкого уровня жизни населения района, даже выпас личного скота не поставлен на должный уровень. Коневодством, как высокорентабельным видом бизнеса, занимаются многие крестьянско-фермерские хозяйства, каждое из которых содержит от 50 до 200 голов. Мараловодческие хозяйства приведены в упадок по причине низких цен на продукцию, панты и гематоген закупаются по очень низким ценам. При этом держать стадо менее 250 голов не рентабельно. Пчеловодство слабо развито, поскольку в условиях гор содержание пчелосемей недешево, а цены на горный мед перебивает Алтайский край, где стоимость 1 кг продукции ниже в 2 — 2,5 раза.
В советское время в совхозах Чемальского района вызревали груши, яблоки и другие плодовые. После реорганизации совхозов, совхозные сады пришли в упадок и сейчас частично уничтожены.
Запрет на свободную реализацию мяса с подворья создал серьёзную проблему для жителей района. Закуп КРС, коней производят мясоперерабатывающие комбинаты Алтайского края и Кемеровской областей. В 2010 году в районе начал работу первый пищевой комбинат со своим убойным цехом. Его продукции хватает для реализации в районе, а также для приезжих оптовиков.

## СМИ
В районе издаются две газеты: принадлежащий районной администрации «Чемальский вестник» и независимый «Деловой Чемал».

## Туризм
Как и Майминский, Чемальский район является одним из наиболее освоенных в туристском плане, благодаря своей доступности, благоприятными климатическими условиями, уникальному живописному ландшафту и культурно-историческим объектам. Число туристов, ежегодно посещающих район, превышает численность местного населения в десятки раз. Но и при этом туристический потенциал района далеко не исчерпан. Есть широкие возможности для развития экологического и этнографического туризма, массового и лечебно-оздоровительного отдыха.
В последние годы в районе активно развивается сеть автодорог,  в 2010 году асфальт положен от Аскатского моста до села Анос. Стремительно развивается спортивный, экскурсионный, профессионально-деловой, фестивальный туризм, а также сельский или зелёный туризм, когда отдыхающие размещаются в частных домах местных жителей. Туризм, как организованный, так и «дикий», отрицательно сказываться на состоянии окружающей природной среды. В последнее время районная администрация пытается регулировать антропогенную нагрузку на некоторые природные объекты района.
Туристическая отрасль оказывает все большее влияние на уровень жизни населения. Создаются новые рабочие места в туристических комплексах, растет востребованность в строительных и транспортных услугах. Жители многих сёл обеспечивают санатории и турбазы экологически чистыми продуктами, занимаются изготовлением сувенирной продукции, содержат лошадей, которых летом сдают в аренду на турбазы или непосредственно в прокат туристам.
В многочисленных туркомплексах и базах отдыха, расположенных преимущественно вдоль Катуни, предлагаются разнообразные экскурсии по тематическим маршрутам, автомобильные, пешие и конные туры. Течение Катуни на этом участке не такое бурное как в верховьях, хотя есть серьёзные пороги разной категории сложности, что позволяет организовывать сплавы с инструкторами для туристов с разной степенью подготовки, в том числе для абсолютных новичков.

## Достопримечательности
- Чемальская ГЭС;
- Каракольские озёра;
- Ороктойская пещера;
- Урочище Че-Чкыш;
- Серебряный источник;
- Голубые озёра;
- Юрта Белого Шамана;
- Каракокшинская пещера;
- Музей естественной истории «Палеопарк».
- Центр ездового собаководства "Большие Коты"
- Музей алтайского быта

Территория района имеет значительное историко-культурное наследие. Сотнями объектов представлены археологические памятники, преимущественно в долине Катуни. Это стоянки древнего человека, курганные захоронения тюркского и скифского (Тянгыс-тыт, Чолтух, Кок-Эдиган) периодов, памятники наскальной живописи (петроглифы) и др. Интересными памятниками являются усадьба известного художника Г. И. Чорос-Гуркина в селе Анос, а также первенец электроэнергетики Алтая — Чемальская ГЭС.